# Casa Döbeli

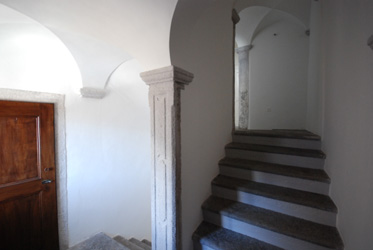
Treppenhaus

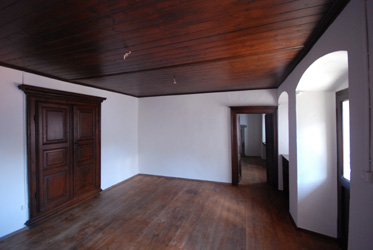
Stube

Die Casa Döbeli ist ein Tessiner Bürgerhaus aus dem 17./18. Jahrhundert in Russo im Onsernonetal. Es steht mitten im Dorf, quer zum Hang an aussichtsreicher Lage. Der Name des Hauses stammt vom letzten Bewohner, Markus Döbeli, einem Philosophen und Aussteiger.
Das hohe und schmale Steinhaus hat auf zwei Stockwerken lange Zimmerfluchten mit durchgehenden Laubengängen auf der Südseite.

## Beschreibung und Geschichte
Das Haus verfügt über eine in den Tälern des Luganersee klassische Grundrissanordnung mit aneinandergereihten, ungefähr gleich grossen, quadratischen Räumen. Der Hauptzugang befindet sich auf der Südseite und führt direkt in das Treppenhaus. Im ersten Obergeschoss befinden sich das Esszimmer mit einem Cheminée, die Küche und das Wohnzimmer. Im 2. Obergeschoss sind drei Schlafzimmer angeordnet. In den beiden Obergeschossen sind die Zimmer innen untereinander und aussen über einen Laubengang miteinander verbunden. Eine Besonderheit ist ein Durchgang im Erdgeschoss, der als öffentlicher Weg benutzt wird. Auf der Nordseite befinden sich Ruinen eines älteren Hauses, wahrscheinlich aus dem 15. Jahrhundert und damit des ältesten Hauses in Russo. Westlich angrenzend erinnern Mauern an einen weiteren Anbau. Auf der südlichen Talseite vor dem Haus befindet sich ein Garten.

## Renovation
Die originale Bausubstanz ist vollumfänglich erhalten. Die Restaurierungsarbeiten beschränkten sich auf das unbedingt Notwendigste. Die ursprünglichen und historischen Elemente wie Einbauschränke, Wände, Türen und Steinarbeiten wurden erhalten und sanft restauriert. Einige Einbauten von Döbeli wurden entfernt, andere als Zeugen der Geschichte belassen. Um einen angemessenen Komfort zu garantieren, wurden Bad und Küche vollständig neu eingebaut. Ebenso sämtliche technische Installationen erneuert. Im Bad sind die neuen sanitären Anlagen in einem einzigen Block im Zentrum des Raumes vereint. Ein Holzofen ermöglicht das Heizen, der Küche und der abgrenzenden Zimmer. Die Raumhöhe im ganzen Haus beträgt knapp 2,3 Meter. Im Aussenraum wurden Ruinenmauern gesichert und zusätzlich ein Sitzplatz eingerichtet.

## Eigentümer
Um das Haus zu erhalten, wurde es von der Stiftung Ferien im Baudenkmal erworben und renoviert. Die Stiftung ist eine Organisation des Schweizerischen Heimatschutzes.